# Bertold Samuilowitsch Neporent
Bertold Samuilowitsch Neporent (russisch Бертольд Самуилович Непорент; * 11. Augustjul. / 24. August 1911greg.; † 1997) war ein russischer Physiker.

## Leben
Neporent war der Sohn Samuil Issaakowitsch Neporents (1888–1973) und Enkel des Bakuer Ölindustriellen Issaak Matwejewitsch Neporent (1859–1919) sowie Neffe des Ökonomen Ossip (Iossif) Issaakowitsch Neporent (1886–1966), der Opernsängerin und Musikpädagogin Fani Issaakowna Neporent (1892–1958, verheiratete Wilenskaja) und des Röntgenologen Matwei Issaakowitsch Neporent (1897–1985).
Neporent studierte am Leningrader Polytechnischen Institut mit Abschluss 1936. Darauf arbeitete er als wissenschaftlicher Mitarbeiter im Leningrader Optik-Institut (GOI). Sein Lehrer war dort Alexander Nikolajewitsch Terenin. 1947 wurde Neporent zum Doktor der physikalisch-mathematischen Wissenschaften promoviert. Er wurde Chef der Spektroskopie-Abteilung und Hauptmitarbeiter des Laboratoriums für Pikosekundenspektroskopie.
Neporent trug wesentlich zur Entwicklung der Molekülspektroskopie bei. Mit anderen entdeckte er 1978 das Phänomen der Stabilisierung bzw. Destabilisierung elektronenangeregter mehratomiger Moleküle. Mit seinen Mitarbeitern entwickelte er einzigartige Geräte, so automatische Spektrometer für Ballonsonden in der Stratosphäre. Auch war er am Laser-Spektroskopie-Verbund PULS beteiligt.
Neporent war verheiratet mit der Physikerin Lidija Arssentjewna Kotschur. Ihre Tochter Irina (1945–2011) war ebenfalls Physikerin.

## Preise
- Leninpreis (1980)[1]
- S.-I.-Wawilow-Goldmedaille (1991) für Untersuchungen der kontinuierlichen Spektren organischer Moleküle[5]